# آکیتو تاکاگی
آکیتو تاکاگی (انگلیسی: Akito Takagi؛ زادهٔ ۴ اوت ۱۹۹۷) بازیکن فوتبال اهل ژاپن است.
از باشگاه‌هایی که در آن بازی کرده‌است می‌توان به باشگاه فوتبال گامبا اوساکا اشاره کرد.
وی همچنین در تیم ملی فوتبال زیر ۲۰ سال ژاپن بازی کرده‌است.